# 筆洞 (法定洞)
筆洞 （ピルトン、朝：필동）は、ソウル特別市中区にある法定洞。筆洞1街から3街までの3区域に区分されている（各街のハングル表記等は後述の「行政洞」参照）。
なお、同名の行政洞については「筆洞」を参照すること。

## 概要
筆洞は中区の中央部に位置している法定洞である。西から東へ順に1街から3街まで、3区域に区分されている。同名の行政洞「筆洞」の管轄区域の一部を構成している。
前身は、日本統治時代である1914年（大正3年）に誕生した「大和町」である。大和町は3区域に区分され、一丁目から三丁目までが設置された。日本統治終了後の1946年、「筆洞」に改名され、大和町一丁目、二丁目、三丁目は、それぞれ筆洞1街、筆洞2街、筆洞3街となった。名称は、李氏朝鮮の時代、漢城府五部のひとつ「南部」の部事務所が置かれたため、この地域が「部洞」（プドン、부동）と呼ばれたことに由来する 。部洞は、これと同じ発音の字を借りてきて「筆ゴル」（プッゴル、붓골）ともいい、これを漢字で表記して「筆洞」（ピルトン、필동）となった。

## 行政洞
筆洞各街の区域は、行政洞としての筆洞の管轄区域内にすべて含まれており、その一部を構成するに過ぎない。なお、各街のハングル表記等は次のとおりである。
- 筆洞1街 （ピルトンイルガ、필동1가）
- 筆洞2街 （ピルトンイガ、필동2가）
- 筆洞3街 （ピルトンサムガ、필동3가）

## 教育
- 東国大学校

## 文化施設
- コリアハウス

## 観光・憩い
- 慶熙宮崇政殿 - ソウル特別市有形文化財第20号。東国大学校の敷地内にある。
- 南山ゴル韓屋村